# Balliol College
Balliol College – jedno z kolegiów Uniwersytetu Oksfordzkiego, zrzeszające największą liczbę studentów. Kolegium liczy 403 studentów (undergraduates) i 228 absolwentów (graduates). W 2006 45,1% absolwentów uzyskało dyplomy pierwszej klasy, co jest najlepszym wynikiem ze wszystkich oksfordzkich kolegiów. Dziekanem kolegium (z tytułem master) jest od listopada 2011 Drummond Bone. Przewodniczącym Junior Common Room jest Adam Smith, a Middle Common Room Anna Lewis.
Kolegium zostało utworzone w 1263 r. przez Johna I de Balliol, ojca późniejszego króla Szkocji Jana I. Po jego śmierci w 1268 r. żona Johna I, Dervorguilla z Galloway, zapewniła kolegium stałe źródła finansowania oraz spisała w 1282 r. statut kolegium.
Absolwentami Balliol College jest pięciu laureatów Nagrody Nobla – Cyril Hinshelwood, John Hicks, Baruch Samuel Blumberg, Anthony James Leggett i Oliver Smithies. Absolwentami kolegium są trzej brytyjscy premierzy: Herbert Henry Asquith, Harold Macmillan i Edward Heath. Ponadto w kolegium studiowali królowie Norwegii: Olaf V i Harald V, oraz prezydent Niemiec – Richard von Weizsäcker.